# Zheng Yuli
Zheng Yuli (en chino: 鄭昱鯉; Shanghái, 1965) es una deportista china que compitió en bádminton, en la modalidad individual. Ganó dos medallas de bronce en el Campeonato Mundial de Bádminton, en los años 1985 y 1987.

## Palmarés internacional
| Campeonato Mundial | Campeonato Mundial | Campeonato Mundial | Campeonato Mundial |
| Año                | Lugar              | Medalla            | Prueba             |
| ------------------ | ------------------ | ------------------ | ------------------ |
| 1985               | Calgary (Canadá)   | Medalla de bronce  | Individual         |
| 1987               | Pekín (China)      | Medalla de bronce  | Individual         |